# 157747 Mandryka
157747 Mandryka è un asteroide della fascia principale. Scoperto nel 2006, presenta un'orbita caratterizzata da un semiasse maggiore pari a 3,1237352 UA e da un'eccentricità di 0,2039963, inclinata di 18,20107° rispetto all'eclittica.